# بخش مرکزی شهرستان ششتمد
بخش مرکزی شهرستان ششتمد یکی از بخش‌های شهرستان ششتمد در استان خراسان رضوی ایران است.

## تقسیمات کشوری
- بخش مرکزی شهرستان ششتمد
  - دهستان بیهق
  - دهستان تکاب کوه‌میش

شهرها: ششتمد